# Browar Nr 1 w Lublinie
Perła Browary Lubelskie S.A. - Browar Nr 1 w Lublinie – browar przemysłowy w Lublinie należący do spółki Perła - Browary Lubelskie S.A.

## Historia
Browar został założony przez żydowskiego przemysłowca Hersza Jojnę Zylbera w 1912 roku pod nazwą Browar Parowy Jeleń.
Zakład specjalizował się w produkcji piwa zwyczajnego i piwa koszernego na rynek Królestwa Kongresowego oraz na rynki zagraniczne. W czasie I wojny światowej firma została zamknięta. Po 1918 roku wznowiła działalność. W okresie międzywojennym zakład konkurował z browarem ZP K.R. Vetter. W czasie II wojny światowej rodzina Zylberów została przez Niemców pozbawiona majątku i zmuszona do zamieszkania w getcie. Później zginęła w obozie zagłady w Bełżcu.
Po 1945 roku jedyny pozostały przy życiu po Holocauście syn właściciela browaru Stefan Zylber-Jankowski zdołał odzyskać zakład i wznowił produkcję piwa. Utracił go jednak w 1948 roku na skutek nacjonalizacji. Przedsiębiorstwo upaństwowiono i połączono z browarem Vetterów jako Lubelskie Zakłady Piwowarsko – Słodownicze w Lublinie. Od tej pory zakład nosił nazwę Browar Nr 1 Jeleń w Lublinie. Lubelskie Zakłady Piwowarsko-Słodownicze rozbudowały browar wykorzystując urządzania z nieczynnych zakładów i w 1951 r. wyprodukowały 40 tys. hl piwa. W latach pięćdziesiątych i siedemdziesiątych nastąpił dalszy rozwój browaru. Zainstalowano nową warzelnię, rozbudowano fermentownię i leżakownię oraz halę rozlewu piwa butelkowanego. W 1990 r. browar opuściło 150 tys. hl piwa. Było to jedyne piwo warzone w browarze: Perła Chmielowa o zawartości ekstraktu 12,5% i alkoholu 4,5%.
Od 2001 roku Browar Nr 1 w Lublinie jest jedynym czynnym przemysłowym zakładem piwowarskim w Lublinie.

## Produkty
Lager
- Kowboyskie
- Lubelskie Pils
- Lubelskie Mocne
- Perła Chmielowa
- Perła Mocna
- Perła Export
- Perła Niepasteryzowana
- Goolman
- Goolman Strong
- Goolman Gold
- Zwierzyniec Pils
- Fox
- Fox Premium
- Fox Mocne
- Carter